# グルーヴコースター フューチャーパフォーマーズ
『グルーヴコースター フューチャーパフォーマーズ』(GROOVE COASTER FUTURE PERFORMERS)は、タイトーより2025年7月31日に発売されたNintendo Switch向けダウンロード専用ゲームソフト。『グルーヴコースター ワイワイパーティー!!!!』に続く、グルーヴコースターシリーズのNintendo Switch向けソフトの2作目にあたる。

## 概要
本作はこれまでのシリーズ作品からゲームシステムが大幅に刷新されており、プレイ画面はこれまでの縦画面から横画面に、一部楽曲に本家ミュージックビデオ挿入、新たなノーツを追加したプレイスタイルの追加等、変更箇所が多数存在する。
この他、シリーズ初の『ストーリーモード』が登場し、様々なキャラクターが登場予定となっている。

## ゲーム内容
今作では、4種類のノートでシンプルに楽しめる『ベーシック』と、ベーシックのノートに加え5種類の特殊ノートで挑戦する『アドバンスド』の2つのプレイスタイルでゲームを楽しめる。

### ベーシックスタイルで用意されるノート
サークル
アバターが重なった瞬間にいずれかのボタンを押す、シンプルなノート。
アロー
矢印と同じ方向のボタンを押す。
ライン
アバターが重なってる間、ボタンを押し続ける。
スクエア
Lボタン/Rボタンのどちらかを押す。

### アドバンスドスタイルで追加されるノート
デュアル・サークル
左側と右側それぞれいずれかのボタンを同時に押す。
デュアル・アロー
左側と右側それぞれ矢印と同じ方向のボタンを押す。
デュアル・ライン
アバターが重なってる間、左側と右側それぞれいずれかのボタンを押し続ける。
レフト/ライト・サークル
青色のノートが来たら左側、ピンクのノートが来たら右側のいずれかのボタンを押す。
レフト/ライト・アロー
青色の矢印が来たら左側、ピンクの矢印が来たら右側の矢印と同じ方向のボタンを押す。

### その他のノート
スペシャルノート
金色の枠で覆われているノート。判定が緩く、高得点を獲得できる他、ヒット時の演出も強化されている。
コンビネーション
片側のボタンを押し続けながら、片側で短押しをする。
尚、従来作におけるビート、スクラッチ、スライドホールド、アドリブに相当するノートは今作では用意されていない。

## 登場キャラクター

### 虹宮高校
閃道カケル
声 - 川島零士
フワッフ
声 - 白上フブキ
御影ヨウ
声 - 深川和征
陽向キャノン
声 - 伊藤かな恵

### 響華女学院
氷芽川アリア
声 - 佐倉綾音
シャルシャ
声 - さくらみこ
跳野ラヴィ
声 - 山根綺
星麗院シオン
声 - 長江里加

### 虎鼓夏高校
尾流渦キララ
声 - のぐちゆり
晴原タイガ
声 - 佐藤悠雅

### エーデルシュタイン国際高校
アンゼリカ・ワイズマン
声 - 下地紫野
エルンスト・シュトルム
声 - 阿座上洋平

### MSC工科高校
更科リッカ
声 - 大空直美
GRV-1105 MEI
声 - 大和田仁美

### 色葉丹学園
鬼塚乱
声 - 鈴木みのり
稲荷ヶ原焔
声 - 辻史人

### その他
リンカ
声 - 豊田萌絵
漆刃レン
声 - 島崎信長